# Галатея (фільм)
«Галатея» — радянський телевізійний фільм-балет за мотивами п'єси Бернарда Шоу «Пігмаліон», поставлений режисером Олександром Бєлінським і балетмейстером Дмитром Брянцевим в 1977 році, на музику Фредеріка Лоу і Тимура Когана

## Сюжет
П'єса Бернарда Шоу «Пігмаліон» з успіхом йде в багатьох театрах світу. Ленінградський кінорежисер-постановник Олекандр Бєлінський вперше переніс прекрасну літературу Бернарда Шоу на мову хореографії. Він написав лібрето оригінального балету, а також сценарій фільму-балету, який дивно широко розкриває горизонти виконавської майстерності провідних артистів балету.

## У ролях
- Катерина Максимова —  Еліза Дулітл
- Маріс Лієпа —  професор Генрі Хіггінс
- Вадим Гуляєв —  батько Елізи
- Святослав Кузнецов —  полковник Пікерінг
- Костянтин Заклинський —  дружок Дулітла
- Сергій Федянін —  дружок Дулітла

## Знімальна група
- Автор сценарію —  Олександр Бєлінський
- Режисер-постановник —  Олександр Бєлінський
- Оператор-постановник —  Валерій Смирнов
- Художник-постановник —  Лариса Луконіна
- Хореограф —  Дмитро Брянцев
- Композитор —  Тимур Коган на теми Фредеріка Лоу